# Mick-A-Matic
De Mick-A-Matic is een plastic fototoestel van Walt Disney Productions uit de jaren zeventig van de twintigste eeuw bedoeld voor kinderen. De camera heeft de vorm van het hoofd van het Walt Disney-figuurtje Mickey Mouse.
Na het succes van Kodaks Brownie, die heel geschikt was voor kinderen, ontwikkelde Child Guidance Products Inc. de Mick-A-Matic. Child Guidance Products Inc. bevond zich in The Bronx te New York. De eerste versie van de Mick-A-Matic kwam uit in 1969. Door middel van de Mick-A-Matic konden kinderen kennismaken met de fotocamera.

## Werking
De Mick-A-Matic ziet eruit als het hoofd van Mickey Mouse. In de neus van Mickey zit de lens van de camera, in het voorhoofd de zoeker. De oorspronkelijke versie van de Mick-A-Matic neemt een foto wanneer de gebruiker het rechteroor van Mickey naar beneden trekt. Omdat dit nogal wat problemen met zich meebracht (er kwamen veel kapotte camera's terug naar de fabriek), werd er een andere versie van de Mick-A-Matic uitgebracht waarbij de ontspanknop tussen het oog en het rechteroor zat. Het was niet mogelijk de lensopening of sluitertijd in te stellen of scherp te stellen. In de Mick-A-Matic zat een filmcassette van het formaat 126 (Instamatic), die kon worden geladen door het hoofd in het midden te openen.
Er worden geen Mick-A-Matics meer gemaakt. Het door Kodak geïntroduceerde filmformaat bestaat niet meer.